# 青森市立金浜小学校
青森市立金浜小学校（あおもりしりつ かねはましょうがっこう）はかつて青森県青森市大字金浜にあった公立小学校。

## 概要
- 児童数減少のため、2010年3月末をもって閉校され、青森市立荒川小学校へ統合された[1]。

## 沿革
- 1876年（明治9年）12月1日 - 陸奥国津軽郡金浜村の田辺子之助所有地に校舎を新築し、「金浜小学」創立。
- 1877年（明治10年） - 「金浜下等小学校」と改称。
- 1880年（明治13年）7月 - 「金浜尋常小学校」と改称。
- 1881年（明治14年）4月 - 斉藤儀三郎所有地に校舎移転。
- 1882年（明治15年）7月 - 「金浜小学校」と改称。
- 1887年（明治20年）4月 - 「金浜簡易小学校」と改称（修業年限3か年）、修業年限2か年の補習科を置く。
- 1890年（明治23年）8月 - 金浜字伊吹64番地に校舎移転。
- 1893年（明治25年）
  - 4月 -「金浜尋常小学校」と再改称。
  - 9月 - 校舎増築。
- 1895年（明治28年）12月1日 - 校舎新築落成式挙行。
- 1902年（明治35年）8月 - 校舎増築。
- 1903年（明治36年）11月 - 同窓会発会式挙行。
- 1918年（大正8年）
  - 9月1日 - 金浜字伊吹58番地に新校舎竣工。
  - 12月4日 - 新校舎落成式典挙行。
- 1927年（昭和2年）4月1日 - 高等科を設置し、「金浜尋常高等小学校」と改称。上野地区を荒川尋常小学校（現:荒川小）に編入。
- 1930年（昭和5年）4月1日 - 高等科を廃止し、「金浜尋常小学校」と再々改称。
- 1931年（昭和6年）4月1日 - 高等科を再設置し、「金浜尋常高等小学校」と再改称。
- 1933年（昭和8年）4月1日 - 高等科が再び廃止され、3度目の「金浜尋常小学校」と改称。
- 1941年（昭和16年）
  - 4月1日 - 国民学校令により、「金浜国民学校」と改称。
  - 6月13日 - 校舎類焼。
- 1942年（昭和17年）10月16日 - 金浜字伊吹21番地に、校舎新築移転。
- 1947年（昭和22年）4月1日 - 学制改革により、「荒川村立金浜小学校」と改称。同日、金浜中学校を併設。
- 1949年（昭和24年）4月1日 - 金浜中学校が荒川中学校と統合。
- 1955年（昭和30年）1月15日 - 荒川村の青森市への合併により、「青森市立金浜小学校」と改称。
- 1956年（昭和31年）12月1日 - 創立80周年記念式典挙行。校章制定。
- 1958年（昭和33年）12月1日 - 校歌制定。
- 1959年（昭和34年） - 講堂増築。
- 1971年（昭和46年）4月12日 - 共同調理場（給食センター）方式による、学校給食開始。
- 1976年（昭和51年）12月1日 - 創立100周年記念式典挙行。
- 1993年（平成5年）
  - 9月30日 - 金浜字伊吹22番1号（現在地）に、新校舎竣工。
  - 12月24日 - 体育館竣工。
- 1994年（平成6年）10月2日 - 学校新築記念式典挙行。
- 2010年（平成22年）
  - 2月20日 - 閉校式挙行。
  - 3月21日 - 最後の卒業式挙行。
  - 3月31日 - 荒川小学校への統合により閉校。

## 学区
大別内、野木、金浜（字伊吹、字船岡、字稲田の一部）

## 参考資料
- 『新青森市史 別編教育（別巻） 年表・学校沿革』（青森市・2000年3月発行）「学校沿革 （一）小学校」173頁～174頁「金浜小学校」